# Iso-Kaarni
Iso-Kaarni eller Kaarnijärvi är en sjö i Finland. Den ligger i kommunen Rovaniemi i landskapet Lappland, i den norra delen av landet, 700 km norr om huvudstaden Helsingfors. Iso-Kaarni ligger 164,3 meter över havet. Den är 24,81 meter djup. Arean är 7,03 kvadratkilometer och strandlinjen är 21,75 kilometer lång. Sjön  ingår i Kemi älvs huvudavrinningsområde. 